# Beretta M1934
A Beretta M1934, orignalmente Beretta modello 1934 ou mais simplesmente Beretta M34, é uma pistola semiautomática compacta fabricada pela Beretta, que foi distribuída como uma arma de fogo de serviço padrão para as forças armadas italianas a partir de 1934. Tem câmara para o "9mm Corto", mais comumente conhecido como .380 ACP.

## Histórico e uso
A Fabbrica d'Armi Pietro Beretta de Gardone Val Trompia tem uma história na fabricação de armas de fogo que remonta a 1526, quando se estabeleceu como fabricante de canos de armas. Mas foi só em 1915 que, respondendo às necessidades dos militares durante a Primeira Guerra Mundial, eles produziram sua primeira pistola, a Beretta M1915. A Beretta tornou-se um dos maiores fabricantes de pistolas do mundo e a "Beretta modello 1934" (M1934) foi o seu mais numeroso produto na era da Segunda Guerra Mundial.
Foi projetada e construída especificamente para as forças armadas italianas. No início da década de 30, o exército italiano ficou impressionado com a pistola Walther PP. A Beretta não queria perder um grande contrato militar para seu concorrente alemão e projetou a M1934 para o Exército italiano, que a aceitou em 1937. Este modelo foi seguido pela M1935, construída para o calibre 7,65mm Browning (.32 ACP), que embora colocado em produção para atender às necessidades do mercado civil, também foi adotado pela "Regia Marina" e pela "Regia Aeronautica", por todas as forças armadas da R.S.I. e as forças de ocupação alemãs. Em 1940 um lote foi comprado pela Finlândia e em 1941 um grande lote de 40.000 exemplares foi vendido para a Romênia.

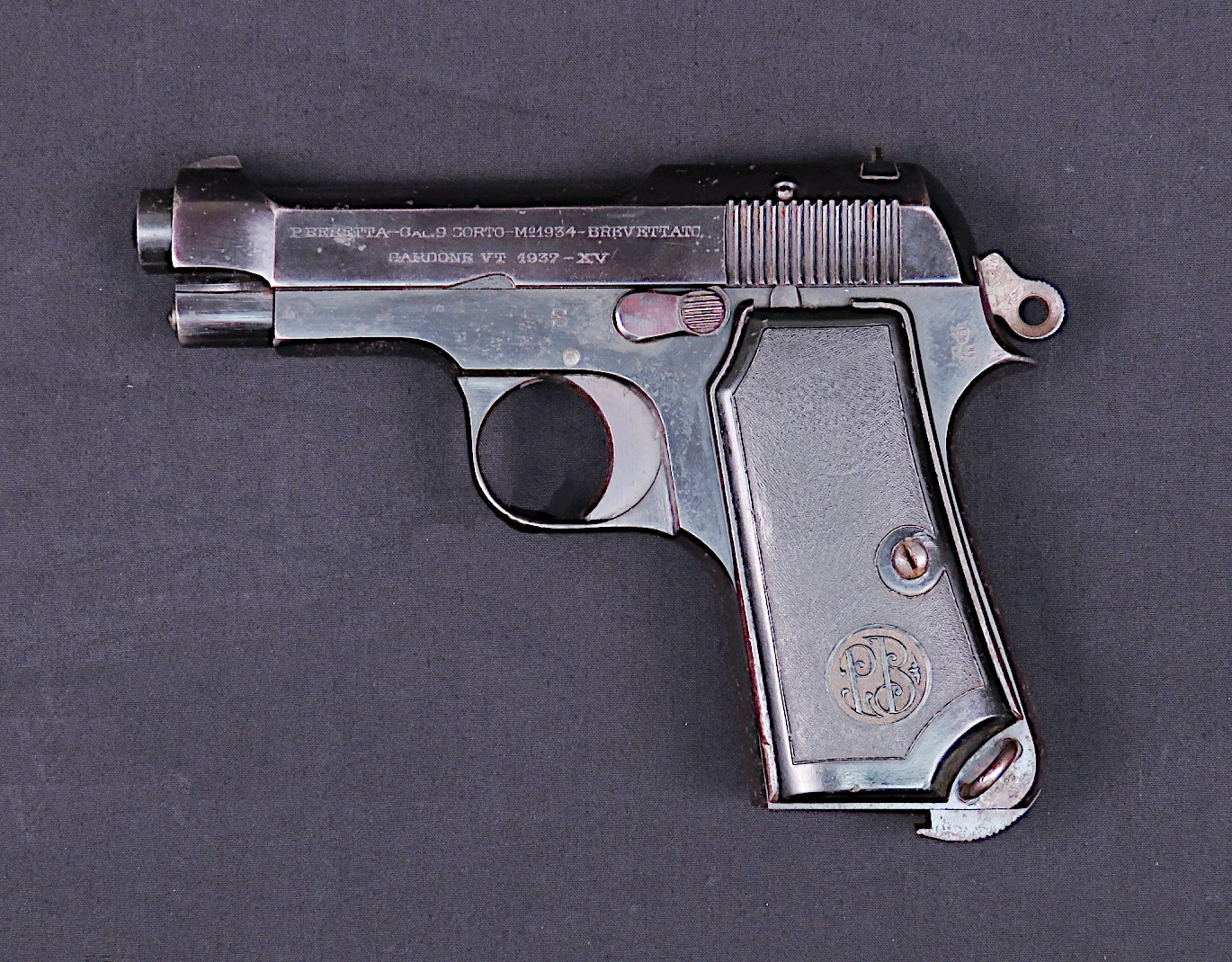
A Beretta M1934.

As pistolas feitas durante a era fascista são marcadas com seu ano de fabricação em duas formas: a data juliana convencional em algarismos arábicos e a data da era fascista em algarismos romanos. O calendário fascista começou em 28 de outubro de 1922, portanto, uma pistola de 1937 pode levar "XV" ou "XVI" como seu ano fascista. As pistolas usadas pelas forças armadas geralmente exibem marcas de aceitação estampadas no quadro à esquerda logo acima da empunhadura: "RE" ("Regio Esercito") para o exército, "RM" ("Regia Marina") para a marinha ou "RA" ("Regia Aeronáutica") para a aeronáutica, sempre na forma de uma Águia portando uma Coroa Real para a Força Aérea Real. As pistolas da polícia podem ser marcadas com "PS" ("Pubblica Sicurezza"). Os militares romenos, na época uma potência do Eixo, também compraram pistolas modelo 1934 (e 1935). A marcação do calibre aparece como "9mm Scurt" ("Curto" em romeno) em vez de "9mm Corto". As M1934 do Exército Romeno diferem das italianas porque as pistolas romenas usam a mira traseira com entalhe de estilo russo, enquanto as italianas usam entalhes de mira padrão usada pelos exércitos ocidentais.
Uma M1934, número de série "606824", foi usado por Nathuram Godse no assassinato de Mahatma Gandhi em 1948. Essa mesma pistola, fabricada em 1934, foi carregada por um oficial durante a invasão da Abissínia pela Itália e posteriormente levada por um oficial britânico como troféu de guerra. Não se sabe como chegou à Índia, mas Godse recebeu a arma de fogo não licenciada de um co-conspirador.

## Projeto
Equipada com a característica corrediça aberta Beretta, a M1934 tem um ciclo de alimentação e extração muito confiável; a fenda alongada na parte superior do slide atua como a porta de ejeção. É feito com relativamente poucas peças e é muito simples de manter. A M1934 é muito robusta em construção com uma longa vida útil se mantida adequadamente.
O 9mm Corto (.380 ACP) é menos poderoso do que a maioria dos outros cartuchos de pistola de serviço militar, como o 9mm Parabellum ou .45 ACP. A capacidade do carregador é de apenas 7 munições. Quando o carregador vazio é removido, ele libera o ferrolho. O ferrolha desliza para frente e fecha a arma, a menos que seja mantida aberta pela aplicação da trava de segurança, uma operação separada, e isso retarda o recarregamento da pistola.

## Na cultura popular
- Na indústria cinematográfica, a M1934 aparece no filme "Hannibal".[4]
- A Beretta M34 aparece no filme "007 contra o Satânico Dr. No" como a arma que James Bond é forçado trocar pela Walther PPK.[5]

## Usuários
- Alemanha Nazista: Sob a designação "Pistole 671(i)"
- Argélia[6]
- Finlândia: 1.400 trazidos da Itália em 1943.[7]
- Reino de Itália (1861–1946): Regio Esercito, Regia Marina e Regia Aeronautica
- Líbano[8]
- Mali: Usada pelo Movimento Popular de Azauade[9]
- Roménia: Usada pelo Exército Real Romeno[10]
- Iugoslávia: Usada pelos "partisans iugoslavos"[11]